# 도브 (프로게이머)
도브(본명: 김재연, 1998년 7월 25일 ~ )는 대한민국의 리그 오브 레전드 프로게이머이다. 아이디는 Dove를 사용하며 포지션은 탑라이너이다. 현재 인빅투스 게이밍 소속이다.

## 선수 생활
2017년 1월 10일 아이 게이밍 스타에 입단하면서 프로 커리어를 시작했다.
2017년 5월, 팀 배틀코믹스에 입단했다. 배틀코믹스의 주전으로 활약하였으며 2019 스프링 시즌을 앞두고 팀의 챔피언스 승격에 기여했다.
2019 스프링 시즌에는 괜찮은 모습을 보여주면서 팀의 포스트시즌 진출에 기여했다. 서머 시즌에서도 팀에서 좋은 모습을 보여주었다. 
2020 스프링 시즌 팀은 부진에 빠졌지만 도브는 좋은 모습을 보여주었다. 팀은 승강전으로 내려앉게 되었으며 승강전에서 페이트가 출전함에 따라 출전하지 않았다. 서머 시즌에서는 초반 주전으로 출전했으나 이후 페이트에게 주전을 내주었다.
2021시즌을 앞두고 KT 롤스터에 입단했다. 스프링 시즌 유칼과 주전 경쟁을 하였으며 스프링 2라운드에서부터 주전으로 출전하였다. 서머 시즌에서도 유칼과 주전경쟁을 하면서 번갈아 출전을 했다. 2021시즌 종료 후 팀에서 퇴단했다.
2022시즌을 앞두고 다시 리브 샌드박스에 입단했다. 입단 소식을 알림과 동시에 미드라이너에서 탑 라이너로 포지션을 변경했다. 스프링 시즌 팀의 주전 탑 라이너로 낙점을 받았지만 포지션 변경 이후 첫 시즌인 것에 영향을 받으며 고난의 시즌을 보냈다. 서머 시즌에는 초반 라인전은 약하지만 한타에서는 활약해주는 모습을 보였으며 팀의 포스트시즌 진출에 기여했다. 서머 시즌 이후 치러진 월즈 선발전에 참가했지만 DWG KIA와 DRX에 연패하면서 월즈 진출에는 실패했다. 2022시즌 종료 후 팀에서 퇴단했다.
2023시즌을 앞두고 인빅투스 게이밍에 입단했다.

## 소속팀
| # | 팀명             | 소속 기간             | 소속 리그 | 비고 |
| - | ---------------- | --------------------- | --------- | ---- |
| 1 | 아이 게이밍 스타 | 2017.01.20~2017.05.05 | CK        |      |
| 2 | 팀 배틀코믹스    | 2017.05.05~2020.11.15 | CK LCK    |      |
| 3 | KT 롤스터        | 2020.12.27~2021.11.16 | LCK       |      |
| 4 | 리브 샌드박스    | 2021.11.18~2022.11.22 | LCK       |      |
| 5 | 인빅투스 게이밍  | 2022.12.16~           | LPL       |      |

## 수상 내역
- 리그 오브 레전드 챌린저스 코리아 서머 2018 준우승
- 2019 LoL KeSPA컵 울산 준우승